# Metrópole de Corinto
Metrópole de Corinto, Sicião, Zemeno, Tarsos e Polifengo (em grego: Ιερά Μητρόπολις Κορίνθου, Σικυώνος, Ζεμενού, Ταρσού και Πολυφέγγους) é uma sé metropolitana da Igreja da Grécia na Coríntia, Grécia. Desde a Idade Média, também existiu como uma sé titular católico-romana. A atual metropolita (desde 2006) é Dionísio Mantalo.

## História
A fundação da sé de Corinto é atribuída ao apóstolo Paulo, que teria pregado na cidade e endereçado duas epístolas para a Igreja Coríntia. Seu sucessor e primeiro bispo foi Apolo de Éfeso. Papa Clemente I (92–99) também escreveu uma epístola para a comunidade no século I. Corinto foi amplamente destruída nos terremotos de 365 e 375, e em seguida pela invasão de Alarico de 396. Foi reconstruída em escala menor mais tarde, mas com grandiosos edifícios. Corinto declinou do século VI em diante, e o principal assentamento foi transferido da cidade baixa para Acrocorinto. Apesar de tornar-se capital dos temas da Hélade e Peloponeso, não foi até o século IX que a cidade começou a recuperar-se, alcançando seu apogeu nos séculos XI-XII, quando foi o local de uma florescente indústria de seda. Esta prosperidade terminou com o saque normando de 1147. Em 1203/1204, a cidade caiu para os ambiciosos senhores da Argólida, Leão Esguro, que assegurou o controle de Corinto ao convidar seu metropolita, Nicolau, para Acronáuplia para um jantar, e então lançou-o de sua posição. As ambições de Esguro de criar um Estado próprio no sul da Grécia foram restringidas pelos ataques dos cruzados vitoriosos, que capturaram Corinto em 1210.
Nos períodos romano e bizantino precoce, Corinto foi a capital e sé metropolitana da província da Acaia (sul da Grécia). Além de Apolo, Le Quien (II, 155) menciona 43 bispos da era romano-bizantina: entre eles Sóstenes (?), o discípulo de Paulo e Dionísio; Paulo, irmão de Pedro, bispo de Argos no século X; Atanásio, no mesmo século; Jorge, um comentador de hinos litúrgicos. Até o século IX, Corinto permaneceu a metrópole da Grécia do sul, e particularmente do Peloponeso. De fato, o bispo de Corinto foi o único bispo do Peloponeso a participar do Primeiro Concílio do Éfeso de 431, e o único da Grécia a participar do Terceiro Concílio de Constantinopla de 680. Do começo do século IX, contudo, a primazia de Corinto sobre o Peloponeso foi ameaçada pela sé de Patras, e do século X em diante, Corinto foi restrita ao Peloponeso Oriental e certas ilhas jônicas. Baseado em vários Notitiae Episcopatuum dos séculos X-XII, Corinto contou com sete sés sufragâneas: Cefalônia, Zacinto, Damala, Esparta/Monemvasia, Argos, Helos e Zemena.
Após a captura da cidade, os cruzados estabeleceram um arcebispado latino para substituir a sé grega. Le Quien (III, 883) menciona 22 prelados de 1210 a 1700, mas Eubel (I, 218; II, 152) menciona 22 arcebispos para o período de 1212-1476. Embora Corinto era a mais velha e prestigiosa sé do sul da Grécia, durante o período do governo latino, eclipsou perante o Arcebispado latino de Patras. A cidade foi recuperada pelo Despotado de Moreia em 1395 e, após um curto período (1397-1404) de governo pelos Cavaleiros Hospitalários, retornou para o controle bizantino, onde permaneceu até cair para o Império Otomano em 8 de agosto de 1458. Após a reconquista bizantina da cidade, a sé católica tornou-se uma sé titular. Hoje, a metrópole de Corinto pertence à Igreja da Grécia, sob o arcebispo de Atenas.